# Cardigan Bay (cavalo)
O Cardigan Bay foi um marca-passo de corrida de chicote de fios da Nova Zelândia que foi potro em 1º de setembro de 1956. Carinhosamente conhecido como "Cardy", ele foi o primeiro Standardbred a ganhar US$ 1 milhão em prêmios em dinheiro na América do Norte. Ele foi o nono cavalo do mundo a ganhar um milhão de dólares (os oito primeiros eram puro-sangue). Cardigan Bay venceu corridas na Nova Zelândia, Austrália, Canadá e Estados Unidos.
Junto com seu arqui-rival, campeão americano da época, Bret Hanover, ele tem uma reivindicação legítima de ser um dos verdadeiramente grandes cavalos de corrida da Standardbred. Cardigan Bay se tornou uma sensação da noite para o dia nos Estados Unidos e apareceu com o Dancer no The Ed Sullivan Show como o "cavalo de um milhão de dólares".

## Reprodução
A Baía de Cardigan foi atacada em Mataura, na região de Southland, na ilha sul da Nova Zelândia. Enquanto você dirige para Mataura a partir de Gore, há uma placa na estrada proclamando Mataura como o local de nascimento de Cardigan Bay. Ele foi um potro da primeira safra por um dos principais touros, Hal Tryax (EUA), sua mãe Colwyn Bay foi por Josedale Dictator (EUA). Cardigan Bay era irmão de Thule Bay e meio-irmão de Brides Bay.

## Carreira de corrida
Ele começou a correr na Nova Zelândia e seu primeiro dinheiro em jogo foi ganho em ritmo acelerado em uma pista de grama. Ele venceu muitas das principais corridas de classe aberta, incluindo a New Zealand Trotting Cup e a Auckland Pacing Cup (de 78 jardas de handicap). Seu condutor na Nova Zelândia foi o principal remanescente Peter Wolfenden, que foi o piloto número um do país nos anos 70.

### Temporada de 1960–61
Depois de vencer em Forbury Park, em abril de 1961, a Cardigan Bay foi vendida para Merv e Audrey Dean de Auckland por £ 2500. Seu recorde na época era 12 partidas, com 5 vitórias e 2 segundos lugares.

### Temporada de 1961–62
Na primavera e no início do verão de 1961-62, Cardigan Bay continuou uma sequência vitoriosa iniciada no final da temporada anterior antes de sua venda para o Deans. Ele ganhou o Free For All da Nova Zelândia em Addington durante um incêndio na arquibancada e venceu a Auckland Pacing Cup, que foi sua 10ª vitória consecutiva, igualando o recorde da Nova Zelândia antes de terminar em quinto com Samantha no Champion Hcp durante o carnaval da Auckland Cup. Ele então viajou para a Austrália para competir no Inter Dominion Championships em Gloucester Park, Perth, Austrália Ocidental. Depois de vencer facilmente na primeira e segunda noites do campeonato, Cardigan Bay foi conhecer James Scott, o único cavalo deficiente atrás dele na série e também um impressionante vencedor nas duas primeiras noites, na noite três. Cardigan Bay foi então envolvido em um acidente de pista desastroso que poderia ter encerrado sua carreira nas corridas e colocado sua vida em risco. Ele conseguiu ser salvo, mas a lesão resultou em um quadril permanentemente mais baixo que o outro. A temporada viu Cardigan Bay vencer 7 das 9 partidas na Nova Zelândia com um segundo lugar.

### Temporada de 1962–63
Cardigan Bay se recuperou surpreendentemente bem de seus ferimentos e voltou a correr em Auckland em setembro de 1962. Ele viajou para Addington para a reunião da Copa da Nova Zelândia, onde foi o quinto na Copa e o segundo no Free For All da Nova Zelândia, ambos atrás do senhorio. No entanto, ele venceu os Handicaps Matson e Smithson nos dois dias restantes da reunião. De volta a Auckland, ele terminou em segundo com 48 jardas atrás na Auckland Pacing Cup e venceu o Champion Hcp a 36 jardas. A temporada o viu começar 12 vezes na Nova Zelândia por 7 vitórias e 4 segundos. A Cardigan Bay fez uma segunda viagem à Austrália e venceu a Summer Cup em Harold Park, Sydney, com uma desvantagem de 24 jardas atrás. Em Adelaide, no Inter Dominion de 1963, no Wayville Showgrounds, ele venceu duas baterias antes de derrotar Dusty Miller e o neozelandês Waitaki Hanover por 1 ½ jardas na final, a 24 jardas atrás. Correndo novamente em Sydney, ele começou 5 vezes por quatro vitórias e um segundo lugar na Lord Mayors Cup, atrás de Waitaki Hanover, a 48 jardas. A temporada o viu começar 12 vezes na Nova Zelândia por 7 vitórias e 4 segundos.

### Temporada de 1963–64
O Cardigan Bay venceu a Taça da Nova Zelândia de 1963 por duas partes de Robin Dundee e o restante do que foi descrito como um dos melhores campos por muitos anos. Ele venceu o Free For All da Nova Zelândia no segundo dia da reunião da Copa em Addington. No Matson Hcp, ele reduziu o recorde nacional de 13 furlongs mantidos pelo False Step de 3.21.0 para 3.18.1 a partir de um handicap de 54 jardas e venceu o Ollivier Hcp no quarto dia da reunião. Em dezembro, ele testou o tempo em 1.56.1 no Hutt Park de Wellington, diminuindo o recorde anterior de 1.57.3. Então veio uma vitória na Auckland Pacing Cup de 78 jardas e em janeiro de 1964 ele ganhou o Memorial Pezaro no Alexandra Park em sua última corrida na Nova Zelândia. Ele venceu 10 das 14 corridas da Nova Zelândia durante a temporada, com um segundo e um terceiro lugar. Visitando Sydney antes do Inter Dominion de 1964, ele foi o terceiro na Copa do Verão antes de disputar o Campeonato Inter Dominion, realizado no Melbourne Showgrounds. Durante o campeonato, foi anunciado que ele havia sido vendido a interesses americanos por £ 35.800 (US$ 100.000). Cardigan Bay venceu uma rodada, mas no minuto final liderou desde a frente, batendo Angelique e Tactile, com Cardigan Bay apenas sexto de uma desvantagem de 48 jardas. Um público recorde de 45.796 comparecimentos. Na Nova Zelândia e na Austrália, ele disputou 67 vezes por 43 vitórias, 9 segundos e 3 terços.

### Na América do Norte
Cardigan Bay foi levado para os EUA aos oito anos de idade, em um "contrato de aluguel" para o remanescente de Nova Jersey Stanley Dancer e seus proprietários por um pagamento de US $ 125.000, apesar de ter apenas US$ 137.000 em ganhos acima até esse ponto e estava "no quadril" devido à grave lesão sofrida em Perth, Austrália Ocidental anos antes. Ele venceu muitas corridas nos EUA e Canadá e derrotou o campeão americano Overtrick em uma das três corridas. Ele foi o único cavalo a derrotar os três cavalos do Hall da Fama dos EUA da época: Overtrick, Bret Hanover e Meadow Skipper.
Em 1964, Overtrick e Cardigan Bay participaram de duas corridas: Dan Patch Pace e Dan Patch Encore. Cardigan Bay venceu o nariz mais curto do Dan Patch e Overtrick venceu o Encore. O Overtrick também derrotou a Cardigan Bay em uma corrida anterior em 1964, prevalecendo por um pescoço em uma milha e meia.
Em 1965, a Cardigan Bay venceu o American Pacing Classic em Hollywood Park e o National Pacing Derby e Nassau Pace, ambos no Roosevelt Raceway. No Hollywood Park, ele liderou uma corrida de mais de 1 1/16 milhas, ajudando a estabelecer um recorde mundial de 2,03 2/5 pelo vencedor Adios Vic. Cardigan Bay terminou em segundo depois de liderar a primeira milha em 1,56. Ele também venceu Adios Vic em 1,57 a 2/5, que foi o tempo mais rápido em uma corrida.
Em abril de 1966, Cardigan Bay varreu as três rodadas da International Pacing Series, International Pace, Good Time Pace e National Championship Pace na Yonkers Raceway. Foi a primeira vez que um cavalo ganhou as três rodadas. Talvez seu encontro mais famoso tenha sido com o grande cavalo de raça normal, Bret Hanover, no ritmo do século, em 1966. O Cardigan Bay, com Stanley Dancer dirigindo, venceu a corrida diante de 45.000 espectadores no Yonkers Raceway e se tornou apenas um dos dois cavalos (o outro sendo Adios Vic) até então, vencendo Bret Hanover. No entanto, em seu próximo encontro no Roosevelt Raceway, o "Revenge Pace", Bret Hanover reverteu o resultado com Cardigan Bay em terceiro diante de uma multidão de 37.000.
No Hollywood Park, ele correu no American Pacing Classic, mas não repetiu sua vitória de 1965. Em sua última corrida, Bret Hanover estabeleceu um ritmo tórrido, alcançando a meia milha em 56 segundos e a milha em 1,54 3/5 antes de se cansar. True Duane venceu com Cardigan Bay terminando em segundo e Bret Hanover em terceiro. Como em 1965, ele terminou o ano vencendo o National Pacing Derby e Nassau Pace.
Em 1967, a Cardigan Bay venceu a segunda corrida da história da Provincial Cup no Windsor Raceway, que na época era a corrida de arreios mais rica do Canadá. Ele também ganhou o Washington Park Derby em Chicago.

### O marcapasso de um milhão de dólares
Aos 12 anos, em 1968, Cardigan Bay competiu para atingir US$ 1 milhão em ganhos. Ele precisava de cerca de US$ 85.000 no início do ano. Ele ganhou a Copa Provincial pela segunda vez e o Memorial James Clark em Liberty Bell, na Filadélfia. Em setembro, no Freehold Raceway, em Nova Jersey, ele venceu sua última corrida, ultrapassando um milhão de dólares. Ele se tornou uma celebridade e apareceu no The Ed Sullivan Show com Stanley Dancer e Beach Boys.
Um mês depois de atingir a marca de um milhão de dólares, foi, por proclamação formal, "Cardigan Bay Day" em Yonkers, Nova York. Na noite seguinte, Cardigan Bay desceu um longo tapete vermelho, que levava às salas de estar de 20 milhões de telespectadores, no programa de televisão Ed Sullivan. Nenhum imigrante jamais "aumentou ainda mais a velocidade". Dancer imediatamente o aposentou, e ele retornou à Nova Zelândia com grande alarde, com milhares no porto aguardando sua chegada.

### Grandes vitórias
- 1961 Auckland Pacing Cup
- 1963 Auckland Pacing Cup (desvantagem de 78 jardas)
- 1963 New Zealand Pacing Cup (desvantagem de 54 metros)
- 1963 Inter Dominion

Cardigan Bay é possivelmente o cavalo de corrida mais conhecido de todos os tempos da Nova Zelândia. Ele venceu 80 corridas no total. Grande parte de suas corridas foi realizada nos Estados Unidos, onde ele se juntou ao lendário remanescente Stanley Dancer em suas muitas participações no Yonkers Raceway, perto de Nova York. Ele foi o único cavalo a derrotar os três cavalos do Hall da Fama dos EUA da época: Overtrick, Bret Hanover e Meadow Skipper. Ele foi campeão de arreios nos Estados Unidos, sendo Pacer do ano em 1965 e 1968.

## Homenagens
Cardigan Bay foi uma das primeiras pessoas a entrar no Hall da Fama da Nova Zelândia com os imortais Caduceus, Harold Logan, Highland Fling, Johnny Globe e Ordeal.
Bruce Skeggs, participante de corridas por muitos anos, classificou Cardigan Bay, o primeiro ganhador de um milhão de dólares da corrida e vencedor do Adelaide Inter Dominion de 1963, como o melhor marcapasso que ele já viu. Skeggs chamou um recorde mundial de 34.000 corridas de arreios através de uma rede de estações de rádio. Ele transmitiu corridas em dez países diferentes — Austrália, Nova Zelândia, Estados Unidos da América, Canadá, Itália, Suécia, Dinamarca, Noruega, Alemanha e Macau.
Com a morte do cavalo em 1988, o condutor do Cardigan Bay, Stanley Dancer, refletiu sobre o último ano de corrida do cavalo e disse: "No final, ele estava com o coração sozinho... que coração poderoso deve ter sido".
Os Correios da Nova Zelândia emitiram um selo postal em 1970 para reconhecer as conquistas da Cardigan Bay.